# São Bento fora da Porta de São Paulo (diaconia)
São Bento fora da Porta de São Paulo (em latim, Sancti Benedicti extra Portam Sancti Pauli) é uma diaconia instituída em 28 de junho de 1988 pelo Papa João Paulo II. A igreja titular desta diaconia é San Benedetto al Gazometro.

## Titulares protetores
- Achille Silvestrini (1988-1999); título pro hac vice (1999-2019)
- Christophe Louis Yves Georges Pierre (desde 2023)